# Pedra Preta (Mato Grosso)
Pedra Preta is een gemeente in de Braziliaanse deelstaat Mato Grosso. De gemeente telt 16.461 inwoners (schatting 2009).